# Okręty podwodne typu Nautilus
Okręty podwodne typu Nautilus – włoskie okręty podwodne z początku XX wieku i okresu I wojny światowej. W latach 1911–1913 w Arsenale w Wenecji zbudowano dwa okręty tego typu. Jednostki weszły w skład Regia Marina w 1913 roku i pełniły służbę na Morzu Śródziemnym. Obie wzięły udział w działaniach wojennych, podczas których stracono „Nereide”. „Nautilus” przetrwał wojnę i został skreślony z listy floty w lipcu 1919 roku.

## Projekt i budowa
Jednostki typu Nautilus zostały zaprojektowane w 1910 roku przez inż. majora Curio Bernardisa, będąc jego pierwszym projektem okrętu podwodnego. Okręty charakteryzowały się konstrukcją jednokadłubową z głównymi zbiornikami balastowymi na śródokręciu i zbiornikami trymującymi na dziobie i rufie. Kształt kadłuba został uformowany na podobieństwo linii kadłuba torpedowców. Plany zakładały umieszczenie na pokładzie trzeciej wyrzutni torped, jednak podczas budowy z pomysłu zrezygnowano. Jednostki te były protoplastami okrętów podwodnych typu N, również zaprojektowanych przez inż. Bernardisa, które budowane były seryjnie w trakcie I wojny światowej .
Obie jednostki typu Nautilus zbudowane zostały w Arsenale w Wenecji. Stępki okrętów położono w 1911 roku, a zwodowane zostały w 1913 roku.
| Okręt      | Stocznia | Położenie stępki | Wodowanie        | Wejście do służby | Los                       |
| ---------- | -------- | ---------------- | ---------------- | ----------------- | ------------------------- |
| „Nautilus” | Wenecja  | 1 sierpnia 1911  | 25 kwietnia 1913 | 9 września 1913   | wycofany 31 lipca 1919    |
| „Nereide”  | Wenecja  | 1 sierpnia 1911  | 12 lipca 1913    | 20 grudnia 1913   | zatopiony 5 sierpnia 1915 |

## Dane taktyczno-techniczne
Jednostki typu Nautilus były niewielkimi, przybrzeżnymi okrętami podwodnymi . Długość całkowita wynosiła 40,96 metra, szerokość 4,3 metra i zanurzenie 2,93 metra . Wyporność normalna w położeniu nawodnym wynosiła 225 ton, a w zanurzeniu 303 tony . Okręty napędzane były na powierzchni przez dwa silniki wysokoprężne Sulzer o łącznej mocy 600 KM. Napęd podwodny zapewniały dwa silniki elektryczne Ansaldo o łącznej mocy 320 KM. Dwa wały napędowe obracające dwiema śrubami umożliwiały osiągnięcie prędkości 13,2 węzła na powierzchni i 8 węzłów w zanurzeniu. Zasięg wynosił 1000 Mm przy prędkości 10 węzłów w położeniu nawodnym oraz 64 Mm przy prędkości 3 węzły w zanurzeniu (lub 470 Mm przy prędkości 13 węzłów w położeniu nawodnym oraz 14 Mm przy prędkości 7 węzłów w zanurzeniu) . Zapas paliwa wynosił 6 ton. Energia elektryczna magazynowana była w jednej baterii akumulatorów . Dopuszczalna głębokość zanurzenia wynosiła 40 metrów .
Okręty wyposażone były w dwie stałe dziobowe wyrzutnie kalibru 450 mm, z łącznym zapasem czterech torped.
Załoga pojedynczego okrętu składała się z 2 oficerów oraz 17 podoficerów i marynarzy.

## Służba
„Nautilus” został wcielony do służby w Regia Marina 9 września 1913 roku, a „Nereide” 20 grudnia tego roku . Po zakończeniu testów oba okręty weszły w skład 3. eskadry (wł. Squadriglia) okrętów podwodnych w Brindisi, uczestnicząc w rejsach szkoleniowych. W momencie przystąpienia Włoch do I wojny światowej okręty wchodziły w skład 3 dywizjonu okrętów podwodnych w Brindisi (prócz nich tworzyły go „Galileo Ferraris” i „Velella”). Jednostki brały udział w ofensywnych patrolach na wodach Morza Adriatyckiego. Podczas jednej z takich misji, 5 sierpnia 1915 roku „Nereide” został zatopiony u wybrzeży wyspy Pelagosa przez austro-węgierski okręt podwodny SM U-5, dowodzony przez kpt. mar. Georga von Trappa.
„Nautilus” w czerwcu 1917 roku został przesunięty do obrony Tarentu, a od 1918 roku był używany jako jednostka szkolna dla sił ZOP . Okręt został skreślony z listy floty 31 lipca 1919 roku.